# Шрі Трі Буана
Шрі Трі Буана (санскр. श्रीत्रिभुवन; д/н — 1347) — 1-й раджа Сінгапури в 1299 або 1324—1347 роках. Перекладається як «Володар Трьох світів»

## Життєпис
Син Санґа Сапурби, магараджи Палембангу, що лишилося після розпаду держави Шривіджая в 1230 році. При народженні звався Санґ Ніла Утама. Про нього обмаль відомостей, більшість складається з міфів і легенд. За одним з них він єнащадком Олександра Македонського і бактрійської принцеси.
Під час полювання на Бінтані він помітив оленя і почав переслідувати його на невеликому пагорбі, але, досягнувши вершини, олень зник. Потім він підійшов до дуже великої скелі і вирішив піднятися на неї. Ставши на вершину скелі, він подивився на море й побачив інший острів із білим піщаним пляжем, який мав вигляд білого полотна. Запитавши свого головного міністра, що це за острів, йому відповіли, що це острів Тумасік («Морське місце» або «Місто біля моря»). При спробі переправитися потрапив у шторм. За порадою капітана корабля він викинув свою корону за борт як подарунок морю. Відразу буря вщухла, і він благополучно дістався Темасека.
Пішовши полювати на диких тварин біля гирла річки він побачив дивну тварину з червоним тілом, чорною головою і білими грудьми, яка швидко зникла в джунглях. Вражений красою цього звіра, він запитав свого головного міністра Деманга Лебар Дауна, що це за тварина, і йому повідомили, що це лев. Він вирішив побудувати нове місто в Темасеку, перейменувавши острів на Сінгапура, що на санскриті означає «Місто Лева». Прийняв нове ім'я Шрі Трі Буана. За легендою це сталося 1299 року.
Події є більш символічними і навряд чи переказом фактичним історичних подій. Викидання корони в море є дією, наповненою символічним значенням, оскільки «суверенітет» у малайському світі сильно покладався на церемонію та одяг, може означати переміщення влади з Палембангу та Шривіджаї до Сінгапури як нового центру сили. Було зазначено, що леви ніколи не водилися в Сінгапурі, і тому звір, якого бачив Санґ Ніла Утама, швидше за все малайський тигр. Санґ Ніла Утама напевне знав різницю між левом (сінгом), тигром (в'яагхра), левотигра (шаардуула). Тому назва «Сінгапур» є символічною, з надією на майбутнє піднесення як нової столиці Шривіджая.
За однією з сучасник гіпотез заснував князівство близько 1324 року. До того міг бути намісником володінь, куди входив Тумасік (Сінгапур), оскільки цей острів з 1190-хроків був частиною держави Мелаю, що зайняла володіння в регіоні колишньої імперії Шривіджая. У 1320 році Було зафіксовано юаньске посольство з метою отримати слонів з Лонг Я Мен (龍牙 門, Ворота Драконівських зубів ).  Тоді жителі Лонгямен у 1325 році відповіли даниною та торговою місією в Китай.  Вважається, що Лонг Я Мен є входом до гавані Кеппел . У своїй роботі " Даої Жилуе" Ван Даюань описав Лонг Я Мен як два пагорби Темасека, схожі на "зуби дракона", між якими проходить протока. Є окремі непевні згадки про початкові конфлікти з тайською державою Накхонсітхаммарат протягом 1330-х років.
Помер Шрі Трі Буана у 1347 році. Владу спадкував старший син Шрі Вікрама Віра. Був похований на Букіт Ларангані (нині відомому як Форт Каннінг-гілл), точне місце його могили невідоме.